# José Casanova Tejera
José Casanova Tejera (Madrid, 18 de junio de 1913-¿?) fue un juez y político español, alcalde de Vitoria entre febrero de 1974 y junio de 1977.

## Biografía
Nació en Madrid en 1913. Juez de profesión, accedió a la alcaldía de Vitoria en febrero de 1974, como remplazo de José María Mongelos. En junio de 1974, en su condición de alcalde, ingresó a las Cortes españolas como representante de la Administración local. Al perder esta condición el 30 de junio de 1977, ya no pudo optar a la excedencia de su puesto como juez, por lo que tuvo que dimitir también como alcalde de la capital alavesa. Le sucedería al frente del ayuntamiento Alfredo Marco Tabar.